# Сергиевский скит Соловецкого монастыря
Сергиевский скит (также Сергиево-Радонежский скит) — один из скитов Соловецкого монастыря, находящийся на острове Большая Муксалма Соловецкого архипелага.

## История скита
В соответствии с завещанием преподобного Зосимы Соловецкого не держать на Большом Соловецком острове плодящих животных, монастырь стал использовать для разведения скота и устройства молочного хозяйства расположенный рядом остров Большая Муксалма. В середине XVI века, при игумене Филиппе здесь были расчищены от леса сенокосы и пастбища, устроены скотные дворы.

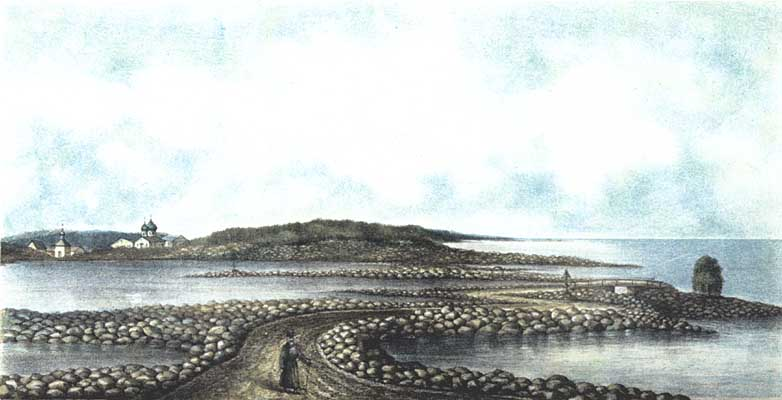
Муксаломская дамба. 1884 год. Слева — Сергиевский скит

В 1829 году из монастыря на остров была перенесена старая деревянная кладбищенская Онуфриевская церковь и после перестройки освящена как часовня во имя священномученика Власия, считающегося покровителем домашнего скота. В 1839 году были обустроены валунная скотопойня и баня. В 1859—1866 годах была построена валунная дамба, которая соединила Большой Соловецкий остров с Большой Муксалмой и позволила независимо от погоды перегонять скот и перевозить необходимые материалы с острова на остров.

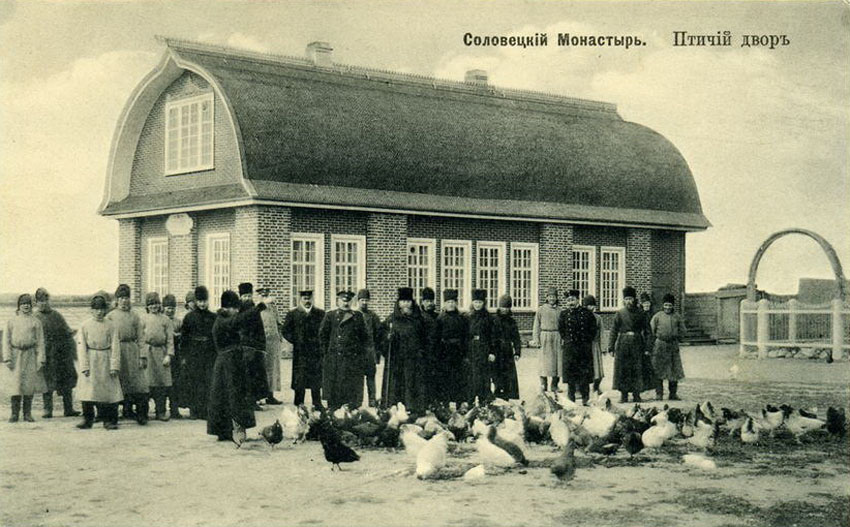
Монастырский птичник на дореволюционной открытке

В 1876 году на средства, пожертвованные купцом М. И. Шапошниковым, была возведена каменная церковь во имя преподобного Сергия Радонежского, по проекту архангельского архитектора П. В. Кармина. С появлением храма в 1900 году на Муксалме был официально учрежден скит имени того же святого. К началу XX века были построены два келейных корпуса: каменный хозяйственный с ледником и Сергиевский деревянный, а также птичник.

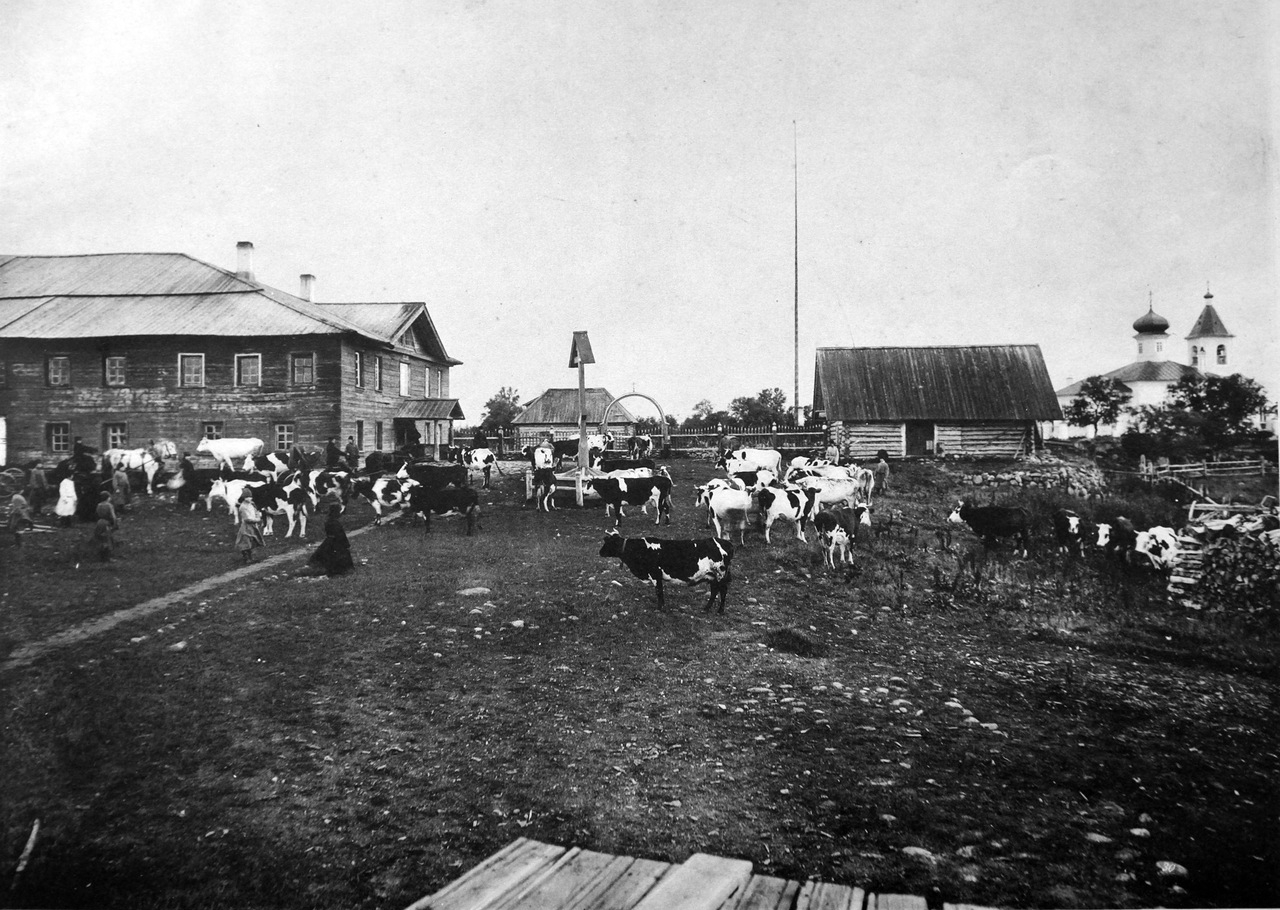
Скотный двор скита. 1900 год

Начиная с этого времени остров стал всё чаще посещаться паломниками, в том числе желающими ознакомиться с отлично организованным хозяйством скита. Сохранились воспоминания, побывавшего здесь В. И. Немировича-Данченко: «Мы въехали на Муксалму, зеленеющую, покрытую пастбищами. При нас на мост вошло целое стадо превосходных коров, телят — всего штук двести. Их отправляли пастись на свежие луга Соловецкого острова. Мы посетили птичий двор, ферму, где осмотрели великолепно содержимые конюшни, которые чистят и моют ежедневно. От этого так необыкновенно красив и самый скот соловецкий. Теплая комната для сквашивания молока опрятна до педантства. В кладовой медные, хорошо вылуженные посудины для молока сияют, как зеркала… Прохладная горница для хранения молочных продуктов и рядом ледник — верх хозяйственного удобства и чистоты. Не знаешь, чему удивляться… на чём ни останавливался взгляд — все было безукоризненно, все поражало своим удобством и целесообразностью».
После Октябрьской революции с 1920 по 1930 годы, на территории Сергиевского скита находилось одно из подразделений Соловецкого лагеря особого назначения (СЛОНа). Где-то в первой половине XX века был полностью разрушен храм во имя Сергия Радонежского. После Великой Отечественной войны в скиту размещалось подсобное хозяйство Учебного отряда Северного флота. С начала 1960-х годов постройки скита не использовались, постепенно разрушались и к началу 2000-х годов превратились в руины.

## Современное состояние

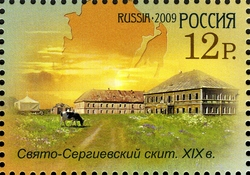
Келейные корпуса скита на Российской почтовой марке. 2009 год

Монашеская жизнь в Сергиево-Радонежском скиту возобновилась в 2003 году, когда в нём стали постоянно проживать насельники монастыря. Реставрационные работы начались в 2010 году, после того как патриарх Кирилл благословил восстановление Сергиевского скита «как места молитвы и хозяйственных послушаний».
Престольными праздниками пустыни являются 5 июля (18 июля) и 25 сентября (8 октября) — дни памяти Сергия Радонежского. В эти дни приходящий в скит иеромонах служит молебен с водоосвящением на месте разрушенной церкви преподобного Сергия.
Сергиевский скит в 2013 году:

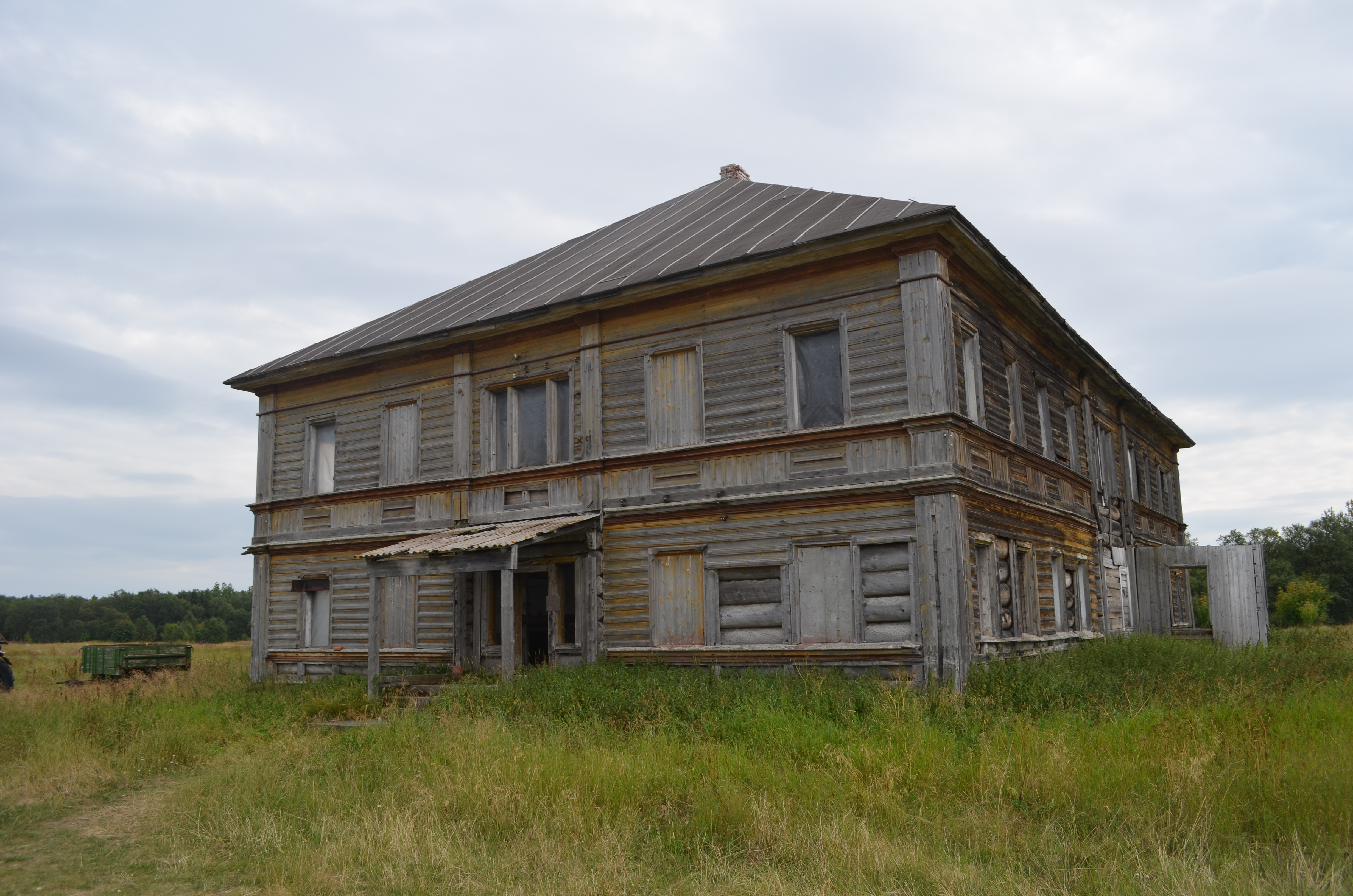
Деревянный Сергиевский келейный корпус
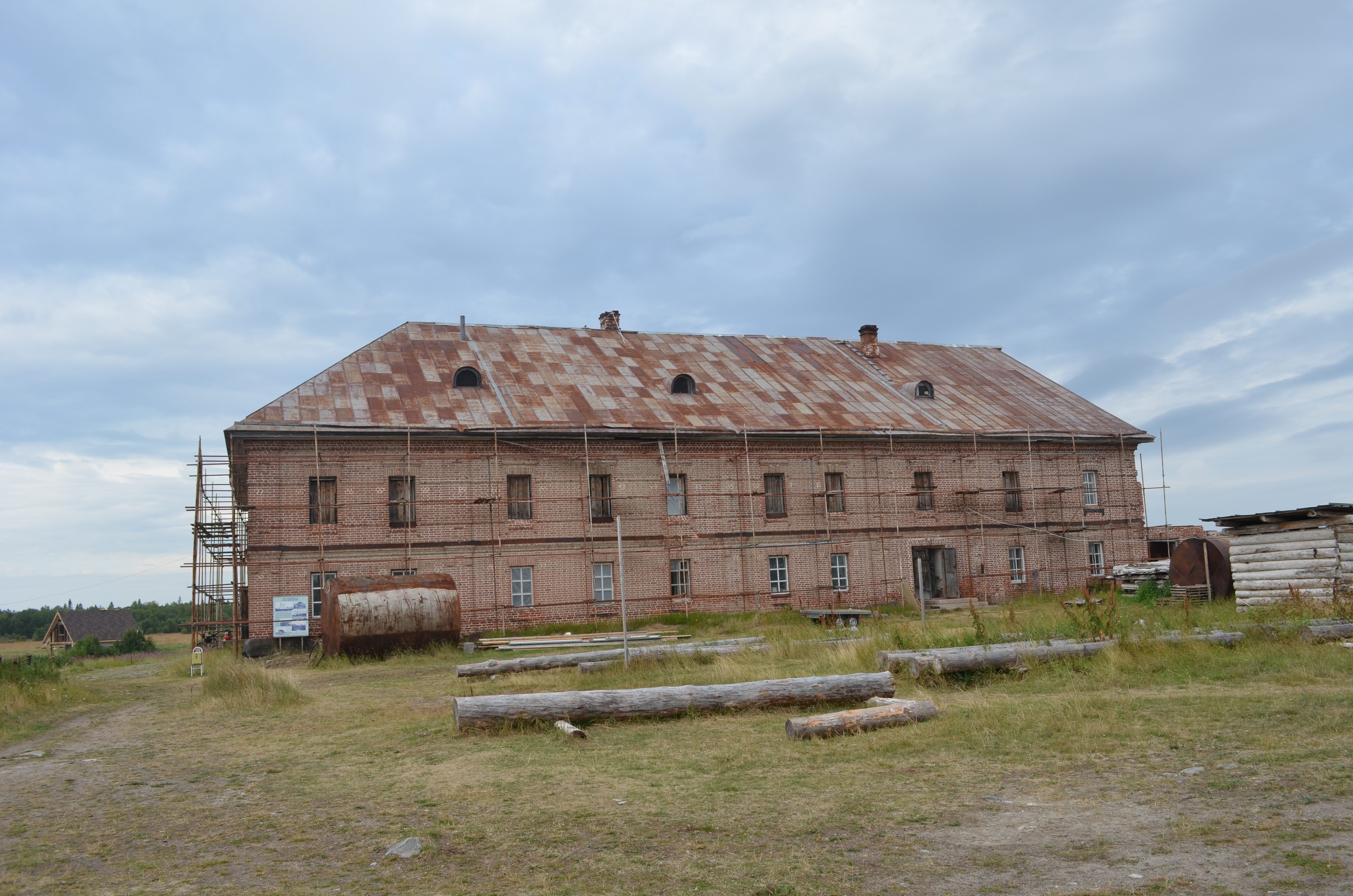
Кирпичный хозяйственный келейный корпус
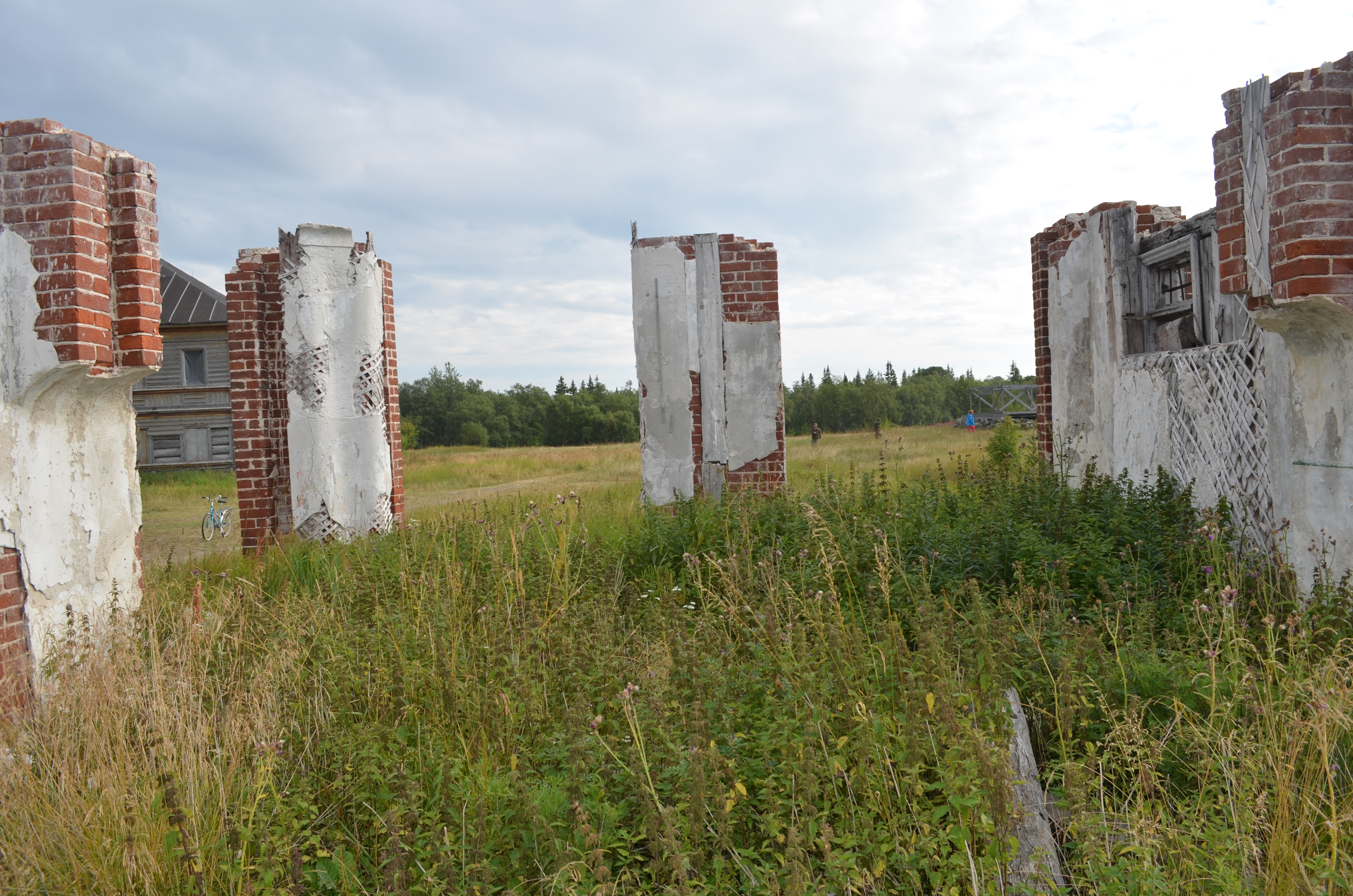
Руины птичника
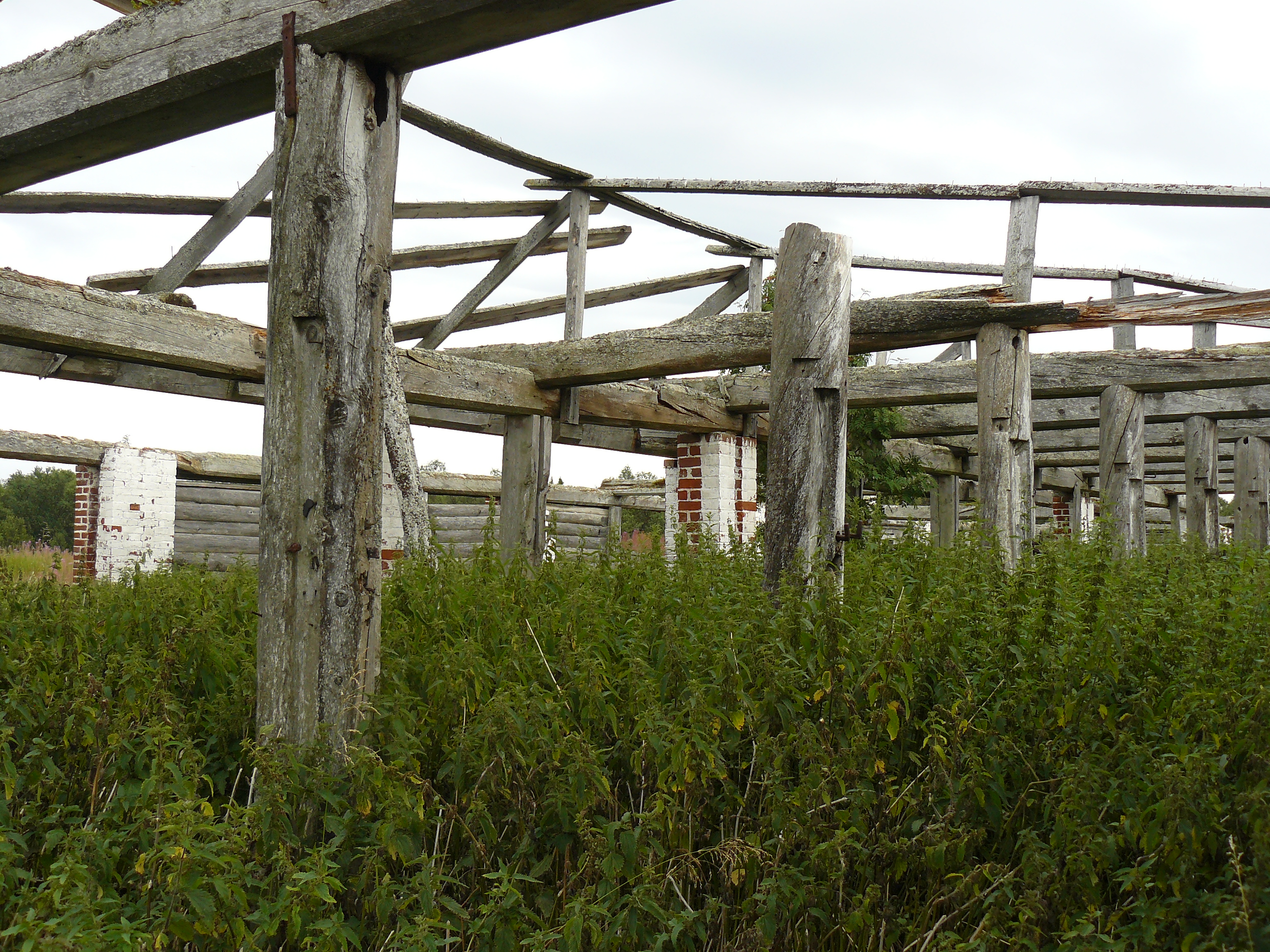
Разрушенные постройки скотного двора